# Arquebisbat de Birmingham
L'arquebisbat de Birmingham (anglès: Archdiocese of Birmingham; llatí: Archidioecesis Birminghamiensis) és una seu metropolitana de l'Església Catòlica a Anglaterra. El 2013 tenia 438.675 batejats sobre una població de 4.945.600 habitants. Actualment està regida per l'arquebisbe Bernard Longley.

## Territori
L'arxidiòcesi s'estén sobre una superfície de 9.936  km² als comtats d'Oxfordshire, Staffordshire, West Midlands, Warwickshire i Worcestershire.
La seu arxiepiscopal és a la ciutat de Birmingham, on es troba la catedral de Birmingham.
El territori està dividit en 222 parròquies, reagrupades en 3 zones pastorals i 18 arxiprestats: 
- Àrea Pastoral Central i Occidental:Birmingham Cathedral,Birmingham North,Birmingham South,Birmingham East, Kidderminster, Worcester.
- Àrea Pastoral Septentrional:Dudley, Lichfield,North Staffordshire, Stafford, Walsall, Wolverhampton
- Àrea Pastoral Meridional:Banbury, Coventry, Oxford nord, Oxford sud, Rugby, Warwick,

La província eclesiàstica de Birmingham, instituïda el 1911, comprèn dues diòcesis sufragànies: Clifton i Shrewsbury.

## Història
El vicariat apostòlic del Districte dels Midlands va ser erigit el 30 de gener de 1688.
El 1840 cedí una part del seu territori per tal que s'erigís el vicariat apostòlic del Districte Oriental (avui bisbat de Northampton) i assumí el nom de vicariat apostòlic del Districte Central.
La catedral de Sant Chad va ser finalitzada el 21 de juny de 1840 durant el mandat del vicari apostòlic Thomas Walsh.
Des del 1847 s'establí a Birmingham, a l'oratori d'Edgbaston, John Henry Newman, que esdevingué cardenal al 1879.
El 29 de setembre de 1850, per mitjà del breu Universalis Ecclesia del Papa Pius IX cedí altres porcions de territori per tal que s'erigissin els bisbats de bisbat de Nottingham i de Shrewsbury, i paral·lelament assumí el nom de diòcesi de Birmingham.
El 24 de juny de 1852 va ser instituït el capítol de la catedral, que consisteix en un prebost i deu canonges, als quals posteriorment s'afegiren tres canonges honorífics.
El 9 i el 10 de novembre se celebrà el primer sínode diocesà. Fins al 1906 li seguiren tretze sínodes diocesans més.
El 28 d'octubre de 1911 va ser elevada al rang d'arxidiòcesi metropolitana mitjançant la butlla Si qua est del Papa Pius X.
El papa Joan Pau II visità l'arxidiòcesi de Birmingham el mes de maig de 1982. En ocasió del seu viatge a Anglaterra, el Papa Benet XVI visità l'arxidiòcesi el 19 de setembre de 2010, celebrant la Missa per la beatificació del cardenal John Henry Newman.

## Cronologia episcopal

Escut de l'arxidiòcesi

- Bonaventure Giffard † (25 de novembre de 1687 - 14 de març de 1703 nomenat vicari apostòlic del Districte de Londres)
- George Witham † (12 d'agost de 1702 - 6 d'abril de 1716 nomenat vicari apostòlic del Districte septentrional)
- John Talbot Stonor † (18 de setembre de 1715 - 29 de març de 1756 mort)
- John Joseph Hornyold † (29 de març de 1756 - 26 de desembre de 1778 mort)
- Thomas Joseph Talbot † (26 de desembre de 1778 - 24 d'abril de 1795 mort)
- Charles Berington † (24 d'abril de 1795 - 8 de juny de 1798 mort)
- Gregory Stapleton † (7 de novembre de 1800 - 23 de maig de 1802 mort)
- John Milner † (6 de març de 1803 - 19 d'abril de 1826 mort)
- Thomas Walsh † (19 d'abril de 1826 - 17 de juliol de 1848 nomenat vicari apostòlic del Districte de Londres)
- Nicholas Patrick Stephen Wiseman † (22 de maig de 1840 - 29 d'agost de 1847 nomenat vicari apostòlic coadiutore del Districte de Londres)
- Thomas Walsh † (3 de juliol de 1840 - 17 de juliol de 1848 nomenat vicari apostòlic del Districte de Londres)
- William Bernard Ullathorne, O.S.B. † (28 de juliol de 1848 - 27 d'abril de 1888 jubilat)
- Edward Illsley † (17 de febrer de 1888 - 13 de juny de 1921 jubilat)
- John McIntyre † (16 de juny de 1921 - 17 de novembre de 1928 renuncià)
- Thomas Leighton Williams † (23 de juny de 1929 - 1 d'abril de 1946 mort)
- Joseph Masterson † (8 de febrer de 1947 - 30 de novembre de 1953 mort)
- Francis Joseph Grimshaw † (11 de maig de 1954 - 22 de març de 1965 mort)
- George Patrick Dwyer † (5 d'octubre de 1965 - 1 de setembre de 1981 jubilat)
- Maurice Noël Léon Couve de Murville † (22 de gener de 1982 - 12 de juny de 1999 renuncià)
- Vincent Gerard Nichols (15 de febrer de 2000 - 3 d'abril de 2009 nomenat arquebisbe de Westminster)
- Bernard Longley, des de l'1 d'octubre de 2009

## Estadístiques
A finals del 2013, la diòcesi tenia 438.675 batejats sobre una població de 4.945.600 persones, equivalent al 8,9% del total.
| any  | població | població  | població | sacerdots | sacerdots       | sacerdots       | sacerdots             | diaques | religiosos | religiosos | parròquies |
| ---- | -------- | --------- | -------- | --------- | --------------- | --------------- | --------------------- | ------- | ---------- | ---------- | ---------- |
| any  | batejats | total     | %        | total     | clergat secular | clergat regular | batejats por sacerdot | diaques | homes      | dones      |            |
| 1950 | 239.947  | 3.595.712 | 6,7      | 591       | 330             | 261             | 406                   |         | 308        | 1.150      | 220        |
| 1959 | 262.669  | 4.280.725 | 6,1      | 604       | 391             | 213             | 434                   |         | 320        | 1.150      | 207        |
| 1970 | 328.918  | 4.959.340 | 6,6      | 636       | 390             | 246             | 517                   |         | 322        | 1.395      | 228        |
| 1980 | 361.483  | 5.078.220 | 7,1      | 514       | 333             | 181             | 703                   |         | 206        | 1.139      | 231        |
| 1990 | 318.658  | 5.173.000 | 6,2      | 449       | 301             | 148             | 709                   | 7       | 223        | 1.200      | 232        |
| 1999 | 291.800  | 5.323.390 | 5,5      | 464       | 317             | 147             | 628                   | 45      | 301        | 762        | 228        |
| 2000 | 296.126  | 5.353.390 | 5,5      | 449       | 300             | 149             | 659                   | 50      | 303        | 759        | 227        |
| 2001 | 287.658  | 5.235.658 | 5,5      | 416       | 265             | 151             | 691                   | 58      | 305        | 540        | 225        |
| 2002 | 285.956  | 5.235.381 | 5,5      | 432       | 281             | 151             | 661                   | 61      | 231        | 520        | 225        |
| 2003 | 288.197  | 5.236.412 | 5,5      | 423       | 273             | 150             | 681                   | 68      | 240        | 525        | 225        |
| 2004 | 286.500  | 5.245.000 | 5,5      | 425       | 273             | 152             | 674                   | 72      | 240        | 521        | 218        |
| 2006 | 287.660  | 5.267.308 | 5,5      | 273       | 260             |                 | 1.106                 | 80      | 101        | 521        | 213        |
| 2012 | 286.700  | 5.455.000 | 5,3      | 354       | 248             | 106             | 809                   | 81      | 179        | 521        | 224        |
| 2013 | 438.675  | 4.945.600 | 8,9      | 360       | 273             | 87              | 1.218                 | 84      | 172        | 235        | 222        |